# Universitetet i Zagrebs dramatiska konstakademi
Universitetet i Zagrebs dramatiska konstakademi (kroatiska: Akademija dramske umjetnosti Sveučilišta u Zagrebu, akronym ADU), informellt kallad Dramatiska konstakademin (Akademija dramske umjetnosti), är en scenskola i Zagreb i Kroatien. Den etablerades år 1896 och är den största och äldsta aktiva institutionen för högre scenutbildning i Kroatien. Akademin är landets främsta scenskola och ger utbildning för alla typer av yrken med anknytning till teater, radio, tv och filmproduktion. Vid akademin finns bland annat yrkesutbildningar för  skådespelare, regissörer, fotografer och redaktörer. 
Dramatiska konstakademins huvudbyggnad ligger vid Marskalk Titos torg i Nedre staden. Institutionen är en av tre akademier anslutna till Zagrebs universitet.

## Historik
År 1861 antog det kroatiska parlamentet, då en provinsiell lagstiftade församling i kejsardömet Österrike, en lag kallad "Teaterlagen". I denna lag uttrycktes för första gången behovet av att grunda en scenskola i Zagreb för utbildning av teaterpersonal. Dramatiska konstakademin har dock sina rötter i Kroatiska dramaskolan (Hrvatska dramatska škola) som grundades av Stjepan Miletić år 1896, mer än trettio år efter parlamentets antagande av Teaterlagen, och var inrymd i samma byggnad som Dramatiska konstakademin ligger i idag.  
Under sin historia kom skolan att ombildas och byta namn flera gånger. Fram till mitten av 1900-talet utbildade skolan främst teateraktörer. Utbildningsutbudet utökades gradvis och skulle komma att omfatta yrkesutbildningar inom bland annat TV och film. I november 1950 lade skolan till termen "akademi" i sitt namn och blev samtidigt erkänd som en institut för högre utbildning. Från år 1979 kom akademin att anslutas till Zagrebs universitet.

## Utbildning
Under läsåret 2014/2015 fanns följande utbildningsområden vid Dramatiska konstakademin i Zagreb:
- Studier i dramaturgi
- Studier i film- och TV-montage
- Studier i film- och TV-regi
- Studier i filmfotografi
- Studier i produktion
- Studier i skådespeleri
- Studier i teaterregi och ljudredigering
- Grundstudier i dans
- Grundstudier i dramaturgi

## Rektorer och dekaner
1950-1979 hade akademins chef titeln 'rektor'. Sedan akademin år 1979 blev en del av Zagrebs universitet kom institutionens chef att bära titeln 'dekan'.

### Rektorer
| Tjänsteperiod | Rektor            |
| ------------- | ----------------- |
| 1950–1954     | Josip Škavić      |
| 1954–1962     | Branko Gavella    |
| 1962–1970     | Kosta Spaić       |
| 1970–1972     | Bratoljub Klaić   |
| 1972–1976     | Izet Hajdarhodžić |
| 1976–1978     | Vladan Švacov     |

### Dekaner
| Tjänsteperiod  | Dekan             |
| -------------- | ----------------- |
| 1978–1980      | Vladan Švacov     |
| 1980–1982      | Nikola Batušić    |
| 1982–1984      | Tomislav Radić    |
| 1984–1986      | Joško Juvančić    |
| 1986–1988      | Nikola Batušić    |
| 1988–1992      | Enes Midžić       |
| 1992 (oktober) | Vlatko Pavletić   |
| 1992–1996      | Enes Midžić       |
| 1996–2000      | Maja Rodica Virag |
| 2000–2004      | Vjeran Zuppa      |
| 2004–2008      | Branko Ivanda     |
| 2008–2012      | Enes Midžić       |
| 2012–          | Borna Baletić     |